# 李在脩
李在脩（14世紀—15世紀），江西吉安府吉水縣人，明朝政治人物。

## 生平
李在脩是永樂十八年（1420年）舉人，二十二年（1424年）成進士，宣德五年（1430年）獲授南京浙江道監察御史，正統四年（1439年）外任福建按察司僉事。
正統七年（1442年），李在脩因公杖死人民，監察御史邢端因此疏劾他，遭謫戍威遠衛，在當地教育士子，都御史孫祥、布政司郭紀皆曾受業於他。

## 引用
1. 1 2  光緒《吉水縣志·卷三十四·人物志》：李在修【脩】 謝志作左修，誤，吉水人，永樂甲辰進士，官福建僉事。正統六年謫戍威遠衛，以經學淑人，都御史孫祥、布政司郭紀皆受業於其門。 已上省志
2. ↑  光緒《吉水縣志·卷三十·選舉志》：永樂十八年庚子鄉試 是科二十一人……李在修【脩】 有傳，見進士
3. ↑  《明宣宗章皇帝實錄·卷六十八》：（宣德五年七月庚申）……擢進士李在修、吳晟、監生許義、劉睿、秦俊為南京監察御史，在修、俊浙江道，晟廣西道，義江西道，睿貴州道。
4. ↑  《明英宗睿皇帝實錄·卷六十》：（正統四年十月乙未）陞行在廣東道等衙門監察御史張勗為廣西右參政，杜宗為山東左參議，楊春為江西按察司僉事，李實、李在脩俱為福建按察司僉事，郎中鄧誠、主事林超、李渙、徐正、陳觀、余復、孫隆、監察御史陳悌、楊禧、陳嘉謨、楊仕敏、評事王偉、府同知韓弘、知縣謝恂俱為知府，從行在吏部會官舉之也。
5. ↑  《明英宗睿皇帝實錄·卷九十四》：（正統七年七月戊辰）福建按察司僉事李在修因公杖死軍民八人，罪應贖徒。監察御史邢端等劾其酷刑難居風憲，上曰：「在修輕視人命如此，可以常律處乎？」其發戍邊衛。